# Namnrevisionen i Stockholm 1885

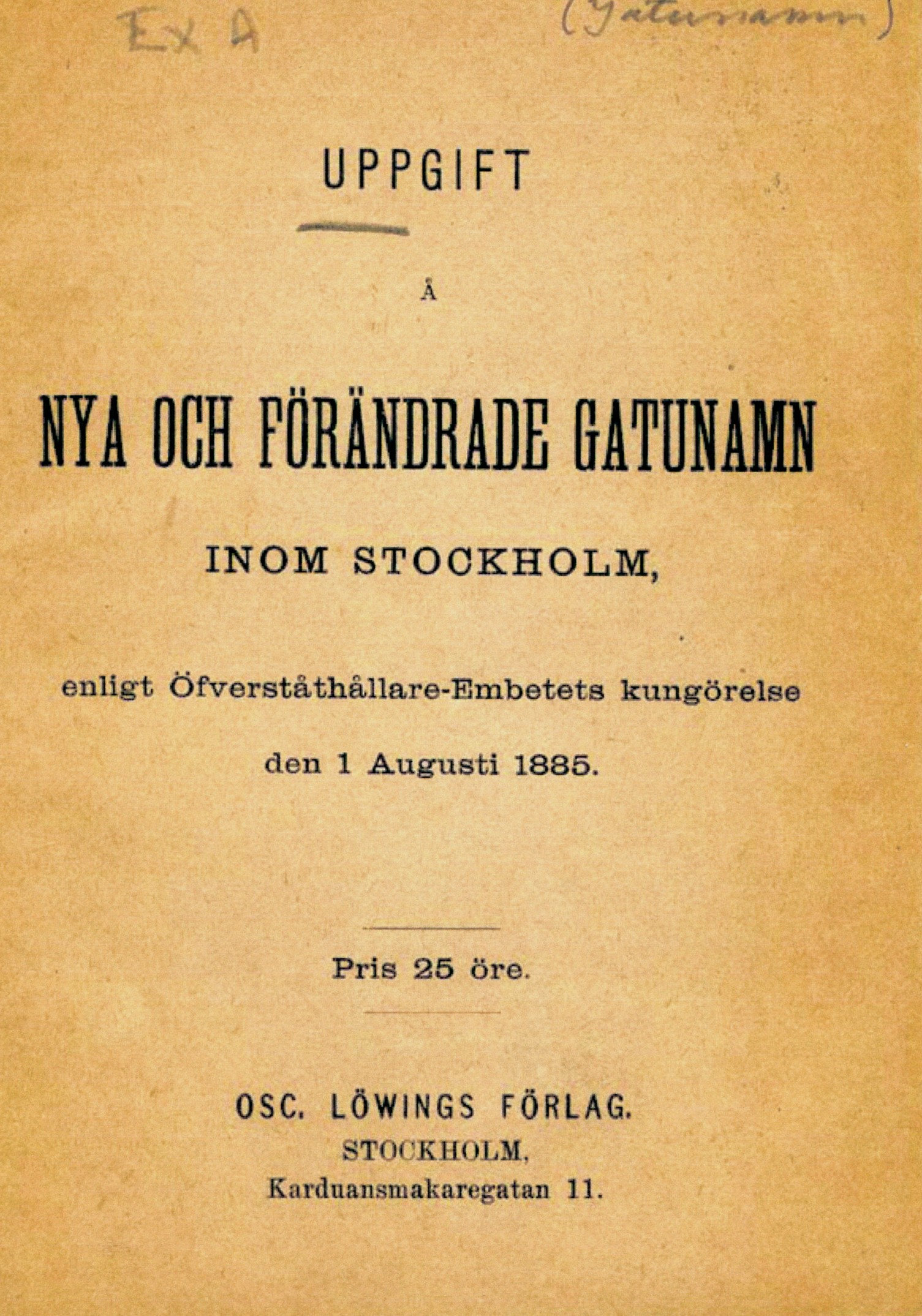
Läs broschyren från 1885 i fulltext.

Namnrevisionen i Stockholm 1885 var en omfattande namngivning av dels nya gator, dels förändring av äldre gatunamn i Stockholm. Namnrevisionen beslutades av stadsfullmäktige 16 juni 1885 och fastställdes genom Överståthållarämbetets kungörelse 1 augusti 1885. Till grund för besluten låg förarbeten i form av utlåtanden, utarbetade av Beredningsutskottet åren 1884 och 1885.
I 1884 års utlåtande från Beredningsutskottet framhåller man att ett stort behov att namnge de planerade gatorna föreligger: ”Sedan de i stadsplanen uptagna nya gator och gatudelar börjat att i stor skala bebyggas, har utskottet trott tiden vara inne att gifva namn åt dessa gator och gatudelar, i sammanhang hvarmed det ansetts lämpligt att företaga en allmän revision af stadens gatunamn”.
De principer man följde i Beredningsutskottet var
- man införde gruppnamnsprincipen i gatuskicket – sedan 1600-talet hade detta varit vanligt beträffande kvarteren, men nu skulle detta även appliceras på gatornas namn. Exempel på detta är grupperna "de norra landskapen" och "den nordiska gudaläran" i Vasastaden och "de södra landskapen" på Södermalm. Detta genomfördes än mer konsekvent i den nya bebyggelsen i Västerort och Söderort under 1900-talet.
- sammanhängande trafikleder fick ett enda namn och inte flera olika namn på olika sträckningar, vilket varit vanligt tidigare.
- man försökte få bort ”dubbla” gatunamn i staden – tidigare hade det varit vanligt att samma gatunamn kunde uppträda på olika håll i staden, nu tog man bort det ena, ibland till och med bägge två. Ett exempel på detta är namnet Parisgränden, där bägge gatorna fick nya namn, dels Observatoriegatan i Vasastan, dels Fredmansgatan på Södermalm.
- man försökte få bort namn som ”ljuda lika eller eljest lätt förblandas”.

År 1920 inrättades i Stockholm ett särskilt organ för beredande av namnärenden – Byggnadsnämndens namnberedning eller endast Namnberedningen.